# Naturschutzgebiet Zerrinsee bei Qualzow
Koordinaten: 53° 18′ 55,4″ N, 12° 50′ 42,4″ O
Das Naturschutzgebiet Zerrinsee bei Qualzow ist ein 32 Hektar umfassendes Naturschutzgebiet in Mecklenburg-Vorpommern, vier Kilometer nordöstlich von Mirow. Namensgebend sind der ehemalige Zerrinsee sowie die nördlich befindliche Ortschaft Qualzow. Die Unterschutzstellung erfolgte am 2. März 1972 mit dem Zweck, ein Versumpfungsmoor in der Niederung eines abgelassenen Sees als Lebensraum seltener Tier- und Pflanzenarten zu schützen und zu entwickeln.
Der Gebietszustand wird als unbefriedigend eingestuft, da sich durch niedrige Wasserstände im Moor Gehölze ausbreiten und so die Moorentwässerung beschleunigt wird. Es existieren keine öffentlichen Wege im Gebiet.

## Geschichte und Wasserhaushalt
Das Naturschutzgebiet liegt in einer eiszeitlich entstandenen Sanderlandschaft. Der Zerrinsee umfasste ursprünglich eine Fläche von 20 Hektar, wie noch auf der Schmettauschen Karte aus dem Jahr 1788 zu erkennen ist. Im 19. Jahrhundert führten umfassende Absenkungen des Wasserspiegels um 1,5 Meter zum Trockenfallen des Sees, der anschließend vermoorte und als Grünland genutzt wurde. Aktuell werden die Flächen nicht bewirtschaftet.

## Pflanzen- und Tierwelt
Die Moorvegetation des Schutzgebiets, bestehend aus Torfmoos, Gemeiner Moosbeere, Schlammsegge, Rundblättrigem Sonnentau und Blasenbinse, wurde von Kiefernaufwuchs verdrängt und findet sich nur noch rudimentär in waldfreien Bereichen. Moorfrosch und Waldeidechse leben in den Flächen. Brutvögel im Gebiet sind Rotkehlchen, Fitislaubsänger, Zaunkönig, Bekassine, Krickente, Tüpfelralle und Kranich.